# Elhovo (huyện)
Elhovo là một huyện thuộc tỉnh Yambol, Bungaria. Dân số thời điểm năm 2001 là 20552 người.